# هافدان هولث
هافدان هولث هو طبيب بيطري نرويجي، ولد في 1880، وتوفي في 1950.